# Fullerene endoedrico

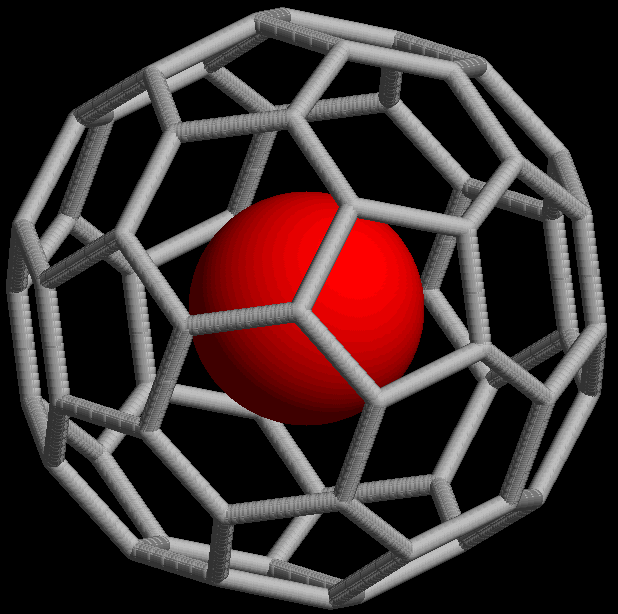
Rappresentazione di una molecola di buckminsterfullerene contenente un atomo di gas nobile

I fullereni endoedrici, chiamati anche endofullereni, sono complessi costituiti da fullereni che hanno atomi aggiuntivi, ioni, o cluster, incapsulati al loro interno. Il primo complesso di lantanio C60 è stato sintetizzato nel 1985 ed è stato chiamato La@C60. La @ (chiocciola) nel nome riflette l'idea di un atomo o piccola molecola intrappolati all'interno di un guscio.